# ストレージエリアネットワーク

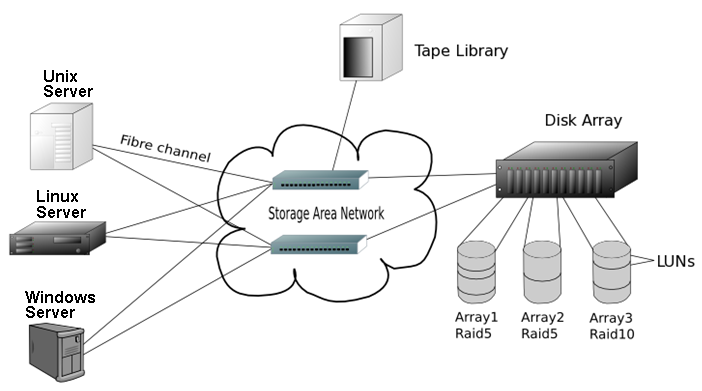
SANの概念図。中央のスイッチを介して様々なストレージが接続される

ストレージエリアネットワーク（英: Storage Area Network，SAN）はハードディスクや磁気テープなどのストレージとサーバをネットワーク化したシステムである。通信にはファイバチャネル、プロトコルにはSCSIが主に用いられる。ローカルエリアネットワーク（LAN）とは異なりストレージ専用のネットワークであり、膨大な量のデータファイルを保存・活用・一括管理するために使用される。

## 歴史
ストレージとサーバをネットワークで接続する構想は、1995年頃、ファイバーチャネルの実用化にめどが立った頃から現れ始め、呼び名が定着したのは1998年頃である。この名称はローカルエリアネットワーク（LAN）を意識して名付けられた。実用化したのは対応する製品が出始めた1999年以降のことである。NASはSANを意識して名付けられた。

## 特徴

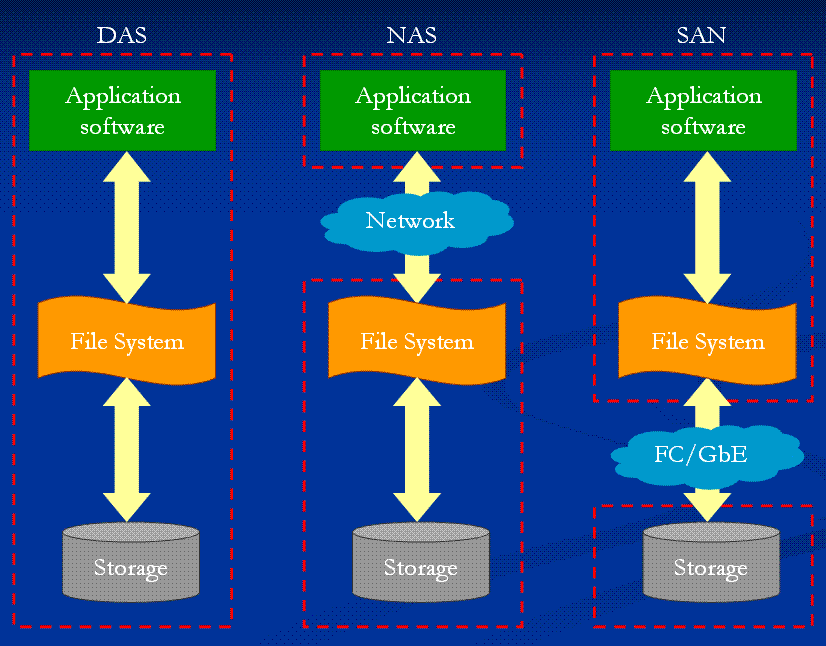
DAS,NAS,SANの比較

SANの主目的は複数のストレージデバイスを1つにまとめてサーバ間でそのリソースを共有する事である。最も単純なサーバとストレージの接続形態にダイレクトアタッチトストレージ(DAS)があるが、これはサーバーとストレージが1：1で接続される。ここでサーバー数や情報量が増加した場合、ストレージの数が増加し管理が複雑になる。そこで専用ネットワークでストレージを一つにまとめることで、仮想的にn：1の関係を実現するのがSANである。これにより未使用のストレージ容量を抑える、管理台数減、優れた拡張性（スイッチに新たなデバイスを追加）、バックアップの運用最適化等のメリットが生まれる。特にバックアップでは高価な割に未使用時間が多いテープドライブを利用する場合に顕著である。

### 提供形態

SAN/LANの違いの一例。ClientはLANを通じでサーバーのファイルを共有する。サーバーはSANを通してHDD(JBOD)を共有する。

サーバーはSANに接続されたストレージをあたかも直接接続されたデバイスのように(例：ローカル・ディスクのように)扱える。ストレージデバイス側は複数ある物理ディスクの任意のものから容量を切り分けてサーバーに提供する。注：SANはNASと異なり一般に"ファイル"は共有しない。SANのサーバ間でファイルを共有したい場合は、ファイルサーバを通してLAN上でやり取りを行うか、SANファイルシステムを導入し共有を行うサーバ間で排他制御を行う必要がある。

### ストレージ
ハードディスクと磁気テープが主なストレージである。ハードディスクは通常RAIDで使用する。一般にファイバーチャネル(FC)HDDは高価なため、SASやSATAなどの安価なHDDを使用してサーバーを構成し、これら間をFCで接続する事でコストダウンを図った機器もある。磁気テープはDDS、LTO、IBM 3592等の規格が用いられる。磁気テープ、テープドライブ及びテープライブラリが主なハードウエアであり、バックアップやアーカイブに用いられる。

## 技術的な特徴

### 論理ユニット
SANのディスクスペースの切り出しは物理ディスクもしくはRAID単位に限らず論理的な単位で行われる。RAIDや物理ディスクを論理的に分割し、それぞれに論理ユニット番号（英: Logical Unit Number、LUN）を割り当てる。サーバー側はこれを必要に応じて1つもしくは複数にパーティショニングした上でファイルシステムを構築する。

### IP-SAN
SANはファイバチャネルを用いることが多いが、iSCSIを用いることもできる。iSCSIはIPネットワーク上に載るため、iSCSIを用いたSANはIP-SANと呼ばれることもある。また、IPベースでSANを結ぶ新しいプロトコルとして、ファイバチャネルをIP上に載せるためのプロトコルFCIPやiFCPがあり、ブロケード(含む McDATA、CNT、Nishan)、シスコシステムズなどから提供されている。